# Martina Bischof
Martina Bischof (alemany: Martina Fischer-Bischof)  (Berlín, 23 de novembre de 1957), de soltera Fischer, és una piragüista d'aigües tranquil·les alemanya, ja retirada, que va competir sota bandera de la República Democràtica Alemanya durant les dècades de 1970 i 1980. Es casà amb el també piragüista Frank-Peter Bischof.
El 1980 va prendre part en els Jocs Olímpics d'Estiu de Moscou, on va guanyar la medalla d'or en la prova del K-2, 500 metres del programa de piragüisme. Formà parella amb Carsta Genäuß.
En el seu palmarès també destaquen cin medalles al Campionat del Món de piragüisme en aigües tranquil·les, tres d'or i dues de plata, entre les edicions de 1977 i 1979. A nivell nacional guanyà cin campionats alemanys.